# 嘉義遊園地
《嘉義遊園地》，又稱《嘉義公園》，是臺灣畫家陳澄波在1937年期間所完成的油畫作品，該作品內容主要描繪位於嘉義市嘉義公園的風貌，原件現屬國立臺灣美術館收藏。並被登錄為中華民國重要古物，是臺灣知名的近代畫作之一。

## 歷史
1933年，陳澄波返回臺灣，與楊三郎、李石樵、顏水龍、李梅樹等8位畫家合組「臺陽美術協會」，並致力於將臺灣各地名勝畫入畫布中，皆是其畫師在穩定成熟階段的重要時期。期間嘉義市也成為陳澄波創作的主題之一。陳澄波曾多次留下多件於嘉義公園寫生所繪製之作品。其中《嘉義遊園地》是該系列最有代表性、且尺幅最大的作品。
1938年4月，《嘉義遊園地》曾於臺北市臺灣教育會館舉辦之第四回臺陽美術展覽會展出，畫題〔辨天池〕。1988年起，《嘉義遊園地》成為國立臺灣美術館的典藏精品之一。並在1994年於嘉義市立文化中心舉辦之「陳澄波百年紀念展」歷時約半世紀首度展出。
2015年5月7日，《嘉義遊園地》與《淡水風景（淡水）》被文化部文化資產局登錄為中華民國重要古物。

### 小件

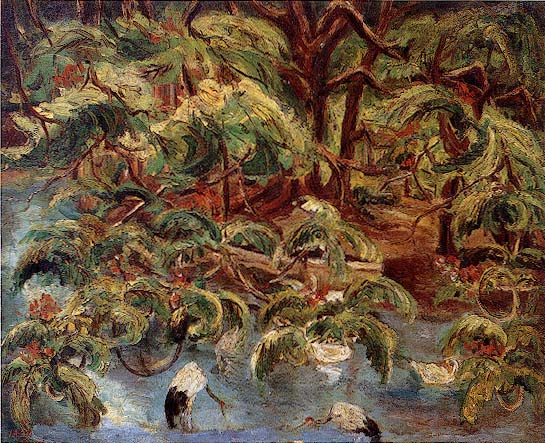
《嘉義遊園地》（小件），1937年/ 畫布、油彩。現私人收藏

除《嘉義遊園地》外，陳澄波也於同年繪製《嘉義遊園地》（小件），該作品與《嘉義遊園地》具有相同特徵，唯部分元素有所縮減，1938年4月，該幅作品以畫題〔鳳凰木〕之名一同於第四回臺陽美術展覽會展出。2002年4月28日，該作品在香港拍賣會上以 5,794,100港元的價格售出。該作品現屬私人收藏。
2014年，中央研究院數位文化中心策劃，由中央研究院臺灣史研究所、嘉義市文化局、與財團法人陳澄波文化基金會合作，將《嘉義遊園地》（小件）加以數位化並整理典藏，重新建置網站。同年，《嘉義遊園地》（小件）出借於「陳澄波百二誕辰東亞巡迴大展」，於鄭成功文物館、國立故宮博物院公開展覽。

## 作品內容
《嘉義遊園地》被認為是陳澄波的代表性作品，其構圖為對遠景以平視角度，近景改以俯視的方式之多重視點、以虛實交錯的手法呈現，期畫中以一棵池邊鳳凰木作為主軸，巨大的樹冠層涵蓋畫面約三分之二，讓巨樹底下的遊客、丹頂鶴、番鴨、天鵝作為凸出性特徵。巨樹的枝幹則自中心向外曲折延伸，讓廣大的空間感得以顯現，更具有生命象徵之意涵，此外在水墨線性律動感的表現特色，使該畫作品對臺灣美術史更具有特殊意義之作品。其畫作也會繪製出位於嘉義公園內部之辨天堂，以及嘉義神社的太鼓橋、日式燈籠等設施。

## 外部連結
- 陳澄波 - 尊彩藝術中心 （页面存档备份，存于）
- 財團法人陳澄波文化基金會 （页面存档备份，存于）